# Verband der Restauratoren

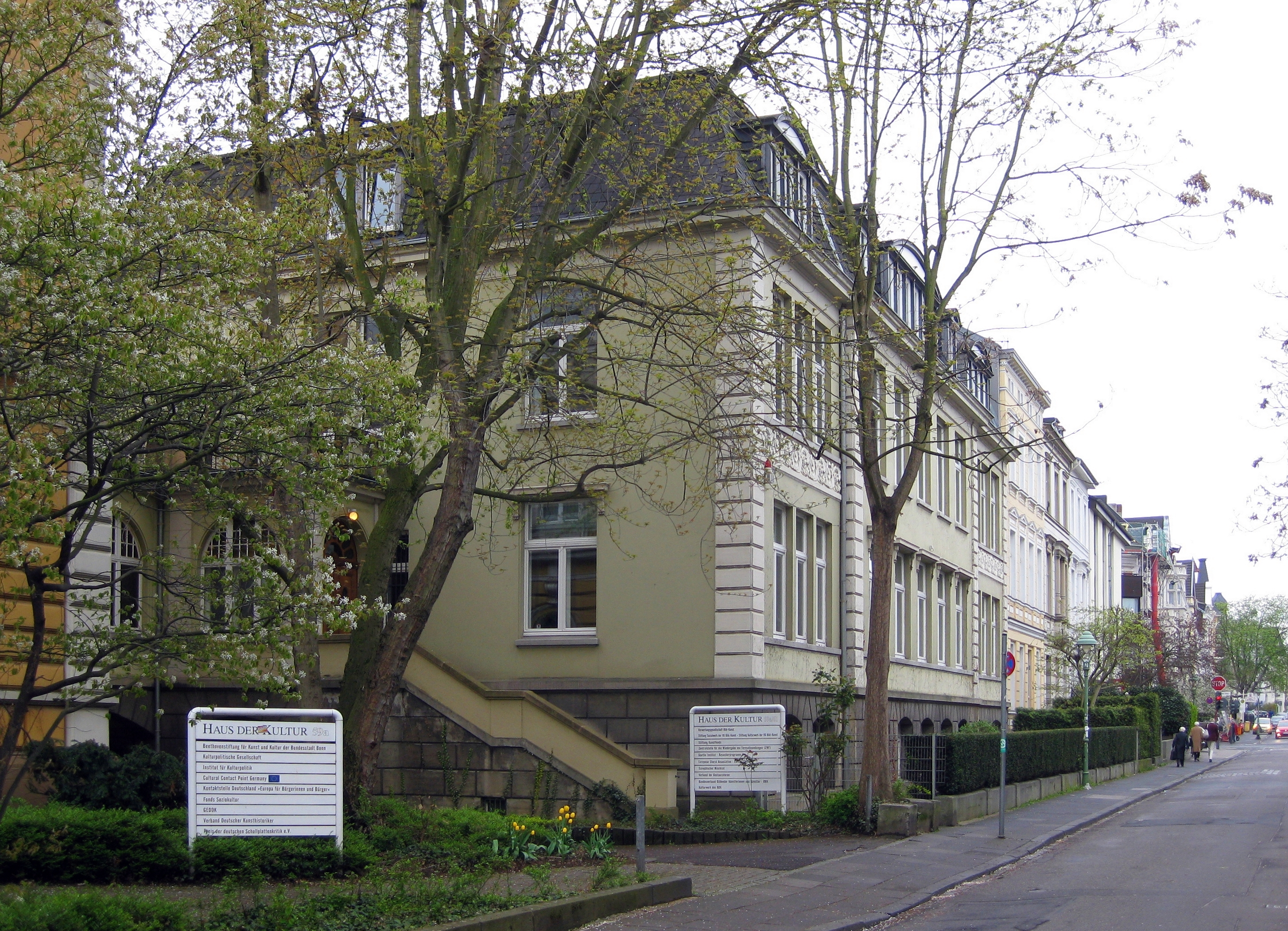
Sitz des Verbandes im Bonner Haus der Kultur (2012)

Der Verband der Restauratoren e. V. (VDR) mit Sitz in Bonn und Berlin vertritt in Deutschland die beruflichen Interessen von rund 3000 Restauratoren aller Fachrichtungen.

## Geschichte
Der Verband entstand am 3. Februar 2001 durch den Zusammenschluss folgender Verbände:
- Arbeitsgemeinschaft der Restauratoren e. V. (AdR)
- Berufsverband staatlich geprüfter Restauratoren e. V. (BsgR)
- Bundesverband Deutscher Diplomrestauratoren/innen e. V. (bdr)
- Deutscher Restauratoren Verband e. V. (DRV)[4]
- Deutscher Verband freiberuflicher Restauratoren e. V. (DVFR)
- Restauratoren Fachverband e. V. (RFV)
- Restauratorenverband Sachsen e. V. (RVS)

## Aufgaben und Ziele
Die Hauptanliegen des Verbands sind der Schutz und die sachgerechte Bewahrung des Kunst- und Kulturgutes unter Respektierung seiner materiellen, kunsthistorischen und ästhetischen Bedeutung.
Die Verbandsmitglieder – Freiberufler – haben sich dem Gemeinwohl verpflichtet und verfolgen übergeordnete ethische Ziele, verankert in internationalen Regelungen wie der Charta von Venedig (1964) und den Richtlinien von E.C.C.O., der europäischen Organisation der Konservatoren-Restauratoren. Der VDR ist darüber hinaus zentraler Ansprechpartner für Politik, Wissenschaft, Lehre und Öffentlichkeit in allen Fragen der Konservierung und Restaurierung.
Der Beruf des Restaurators hat sich in den letzten Jahrzehnten – national wie international – zu einer wissenschaftlichen Disziplin mit fundierter Hochschulausbildung entwickelt, die Theorie und Praxis in sich vereint. Im Sinne des lebenslangen Lernens bietet der VDR zahlreiche Weiterbildungsmöglichkeiten.
Zudem organisiert der Verband seit 2018 den jährlich stattfindenden Europäischen Tag der Restaurierung in Deutschland.
Durch Fach-, Interessen- und Landesgruppen fördert der Verband die fachliche und interdisziplinäre Vernetzung seiner Mitglieder. Regelmäßige Treffen, Exkursionen, Seminare, Workshops und Tagungen helfen dabei, das eigene Know-how zu vertiefen und den Austausch zu pflegen. Der VDR arbeitet mit zahlreichen Partnern zusammen und engagiert sich als Teil der europäischen Restauratorenverbände E.C.C.O. (European Confederation of Conservators-Restorers‘ Organisations) international. Da der Beruf der Restauratoren als Freier Beruf eingruppiert wird, ist der VDR Mitglied im Bundesverband der Freien Berufe (BFB) und im Institut für Freie Berufe Nürnberg (IFB).

## Mitgliedschaft
Der Verband hat ca. 3000 Mitglieder, Präsident ist seit 2019 Sven Taubert, Vizepräsidenten sind Gisela Gulbins und Dirk Sturmfels.
Im VDR gibt es verschiedene Arten von Mitgliedschaften für Praktikanten, Studenten, Restauratoren und Institutionen, Organisationen und Firmen, die im Bereich der Konservierung und Restaurierung von Kunst- und Kulturgut tätig sind. Die Mitglieder des VDR sind in 20 Fachgruppen, 14 Landesgruppen und vier Interessengruppen organisiert.

## Landesgruppen
- Baden-Württemberg
- Bayern
- Berlin/Brandenburg
- Bremen
- Hamburg
- Hessen
- Mecklenburg-Vorpommern (inaktiv)
- Niedersachsen (inaktiv)
- Nordrhein-Westfalen
- Rheinland-Pfalz/Saarland
- Sachsen
- Sachsen-Anhalt
- Schleswig-Holstein
- Thüringen

## Publikationen
Der VDR veröffentlicht zahlreiche Publikationen, darunter die verbandseigene Zeitschrift CONSERVA – Beiträge zur Erhaltung von Kunst- und Kulturgut (auch VDR-Beiträge), die halbjährlich erscheint. Der VDR gibt Tagungsbände und Monografien heraus. Er betreibt den RestauratorenBlog. Seit 2009 wird das Berufsregister der Restauratorinnen und Restauratoren herausgegeben, das online die im Verband organisierten Restauratoren verzeichnet.